# Contea di Quay

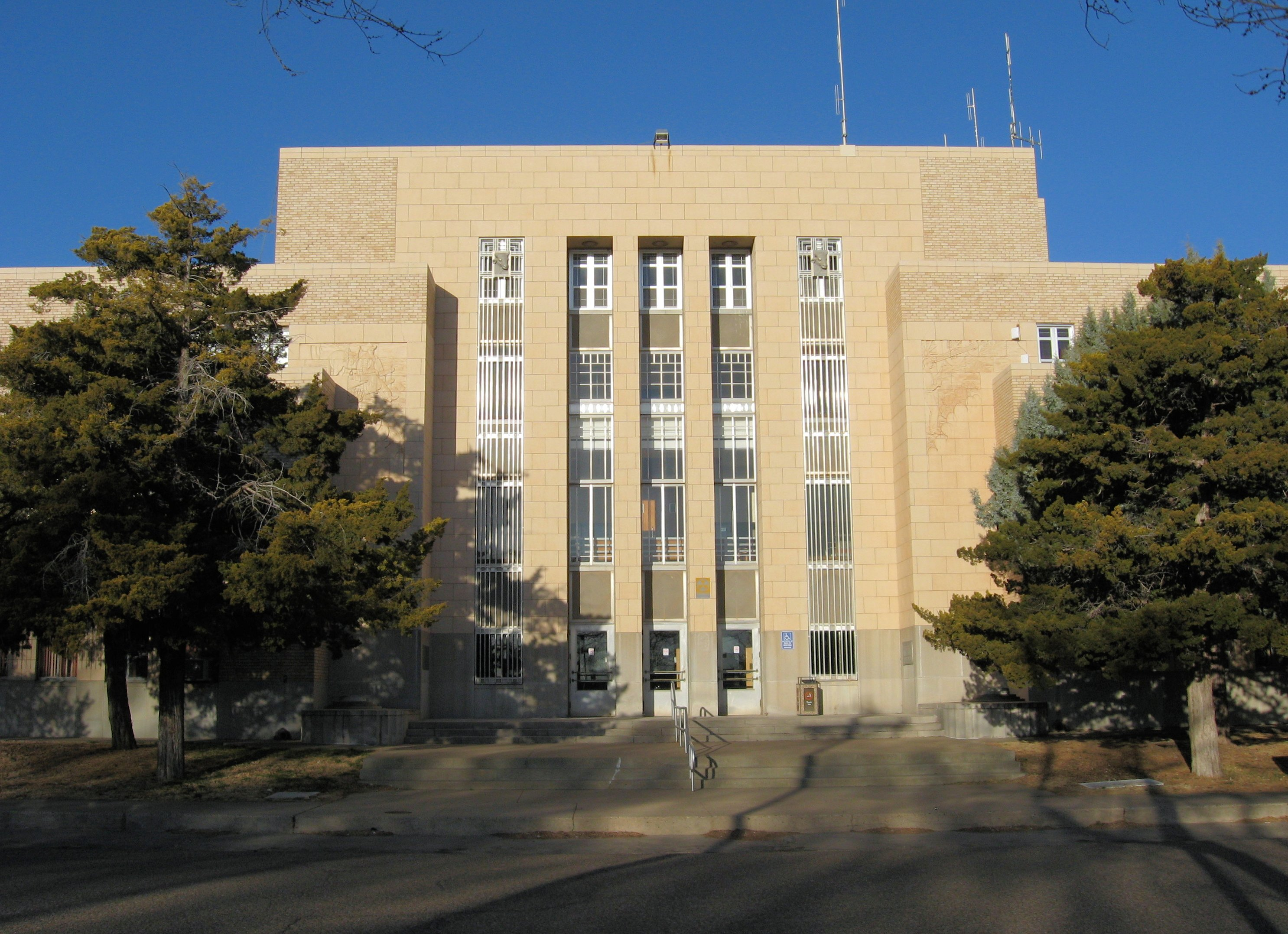

La contea di Quay, in inglese Quay County, è una contea dello Stato del Nuovo Messico, negli Stati Uniti. La popolazione al censimento del 2000 era di 10 155 abitanti. Il capoluogo di contea è Tucumcari.

## Geografia
La mesa di El Llano Escatado ricorpre gran parte della parte meridionale della contea. Nella parte settentrionale della contea si estende una mesa pianeggiante con diversi canyon e arroyo. Il fiume Canadian, attraversa la contea da ovest a est. Il lago principale è il Lago Ute.

### Contee confinanti
- Contea di Union - nord
- Contea di Hartley (Texas) - nord-est
- Contea di Oldham (Texas) - est
- Contea di Deaf Smith (Texas) - sud-est
- Contea di Curry- sud-est
- Contea di Roosevelt - sud
- Contea di De Baca - sud-ovest
- Contea di Guadalupe - ovest
- Contea di San Miguel - ovest
- Contea di Harding - nord-ovest

## Storia
La contea si colloca nella parte orientale dello Stato. Fu chiamata così in onore del senatore Matthew Quay e fu fondata nel 1903.

## Comuni

### City
- Tucumcari (capoluogo)

### Villages
- House
- Logan
- San Jon

### Census-designated place
- Nara Visa